# Иффельдорф
Иффельдорф (нем. Iffeldorf) — община в Германии, в земле Бавария. 
Подчиняется административному округу Верхняя Бавария. Входит в состав района Вайльхайм-Шонгау.  Население составляет 2529 человек (на 31 декабря 2010 года). Занимает площадь 27,61 км².

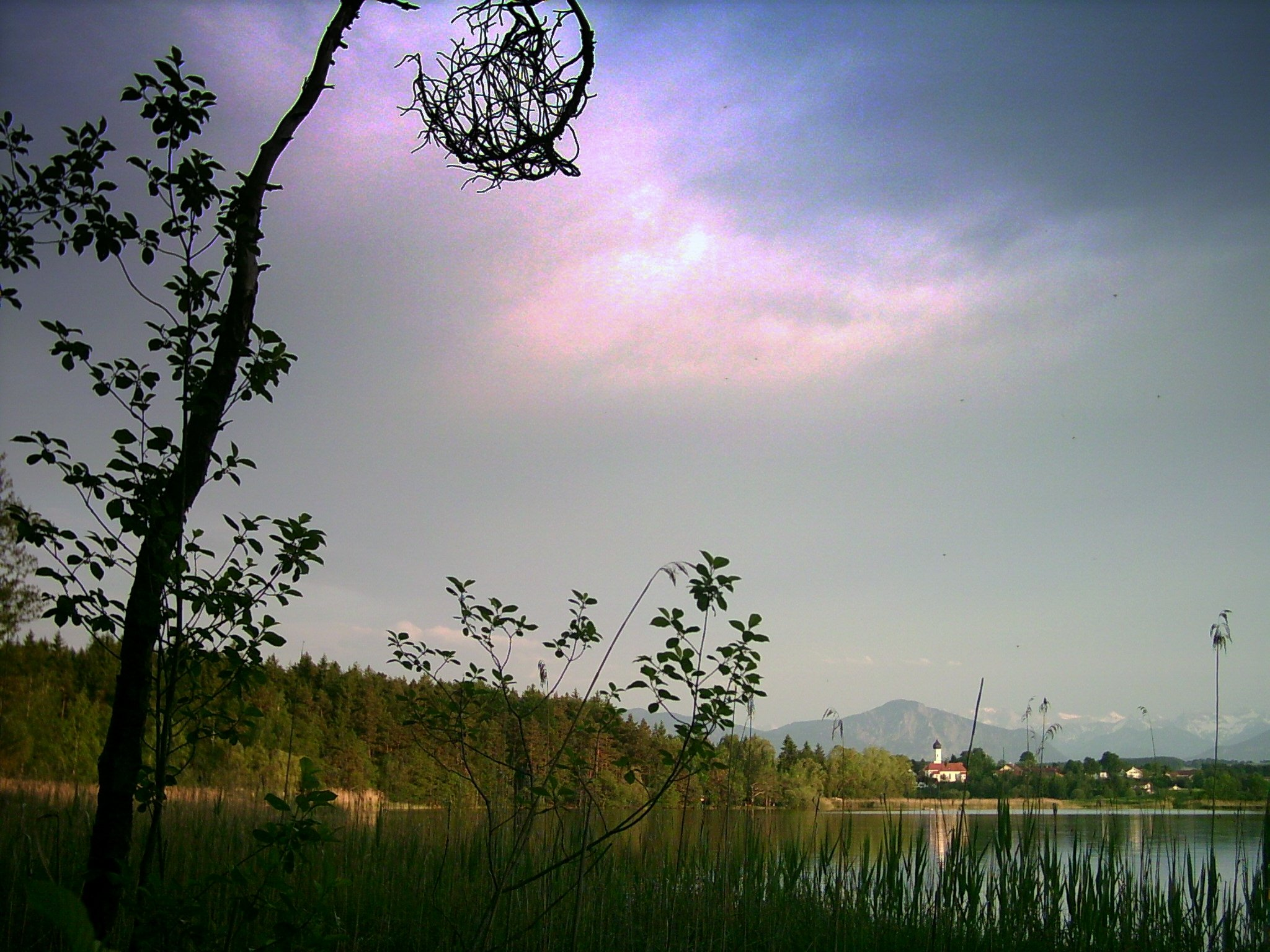
Иффельдорф